# Ravin de Petrouchino
 (juin 2025).
Si vous disposez d'ouvrages ou d'articles de référence ou si vous connaissez des sites web de qualité traitant du thème abordé ici, merci de compléter l'article en donnant les références utiles à sa vérifiabilité et en les liant à la section « Notes et références ».
 (décembre 2023).
La mise en forme du texte ne suit pas les recommandations de Wikipédia : il faut le « wikifier ».
Les points d'amélioration suivants sont les cas les plus fréquents. Le détail des points à revoir est peut-être précisé sur la page de discussion.
- Les titres sont pré-formatés par le logiciel. Ils ne sont ni en capitales, ni en gras.
- Le texte ne doit pas être écrit en capitales (les noms de famille non plus), ni en gras, ni en italique, ni en « petit »…
- Le gras n'est utilisé que pour surligner le titre de l'article dans l'introduction, une seule fois.
- L'italique est rarement utilisé : mots en langue étrangère, titres d'œuvres, noms de bateaux, etc.
- Les citations ne sont pas en italique mais en corps de texte normal. Elles sont entourées par des guillemets français : « et ».
- Les listes à puces sont à éviter, des paragraphes rédigés étant largement préférés. Les tableaux sont à réserver à la présentation de données structurées (résultats, etc.).
- Les appels de note de bas de page (petits chiffres en exposant, introduits par l'outil «  Source ») sont à placer entre la fin de phrase et le point final[comme ça].
- Les liens internes (vers d'autres articles de Wikipédia) sont à choisir avec parcimonie. Créez des liens vers des articles approfondissant le sujet. Les termes génériques sans rapport avec le sujet sont à éviter, ainsi que les répétitions de liens vers un même terme.
- Les liens externes sont à placer uniquement dans une section « Liens externes », à la fin de l'article. Ces liens sont à choisir avec parcimonie suivant les règles définies. Si un lien sert de source à l'article, son insertion dans le texte est à faire par les notes de bas de page.
- La présentation des références doit suivre les conventions bibliographiques. Il est recommandé d'utiliser les modèles {{Ouvrage}}, {{Chapitre}}, {{Article}}, {{Lien web}} et/ou {{Bibliographie}}. Le mode d'édition visuel peut mettre en forme automatiquement les références.
- Insérer une infobox (cadre d'informations à droite) n'est pas obligatoire pour parachever la mise en page.

Pour une aide détaillée, merci de consulter Aide:Wikification.
Si vous pensez que ces points ont été résolus, vous pouvez retirer ce bandeau et améliorer la mise en forme d'un autre article.
Le ravin de Petrouchino (en russe : Петрушинская балка, petrouchinskaïa balka, ou Балка смерти, balka smerti, de l'allemand : Todesschlucht) est un site situé à la périphérie de Taganrog, en Russie, où 7 000 civils soviétiques, pour la plupart juifs, furent massacrés entre 1941 et 1943 par l'armée allemande, avec l'aide de divisions non allemandes, lors de leur occupation de Taganrog.

## Contexte
Le 17 octobre 1941, la 5e division SS Wiking et la 1re division SS Leibstandarte SS Adolf Hitler de la première armée blindée arrivent à la périphérie de Taganrog et plusieurs panzers font une percée vers le port, ouvrant le feu sur les canonnières Krenkel et Rostov-Don et le dernier navire de transport évacuant les femmes et les enfants. La ville est abandonnée par l'Armée rouge le 22 octobre 1941.
Petrouchino est un fin cordon de sable située dans le golfe de Taganrog, dans la mer d'Azov, à la périphérie sud-ouest de Taganrog. Le ravin de Petrouchino est une carrière située près de la du complexe de recherche aéronautique Beriev, créée au début du XXe siècle par l'extraction d'argile pour une briqueterie disparue depuis.

## Massacres
Le SS Einsatzgruppe Sonderkommando 10a commet un génocide systématique des citoyens de Taganrog dès les premiers jours de l'occupation. De grands groupes de citoyens (vieillards, femmes, communistes, jeunes communistes, gitans, juifs et tous ceux soupçonnés d'avoir aidé le mouvement de résistance de Taganrog) sont emmenés de la place Vladimirskaïa à Taganrog au village de Petrouchino (près de Beriev) et fusillés dans le ravin de Petrouchino (Todesschlucht, ravin de la mort).
Les massacres de Taganrog ciblent en premier la population juive. Le 22 octobre 1941, l'Ortskommandant ordonne à tous les Juifs de porter une étoile de David et de s'inscrire à l'Ortskommandantur. Il fut suivi par l'Appel à la population juive de Taganrog signé par l'Ortskommandant Alberti. L'« appel » appelait tous les Juifs à se rassembler le 29 octobre 1941 à 8 heures du matin sur la place Vladimirskaïa à Taganrog, d'où ils étaient censés être emmenés dans un ghetto. Alberti a expliqué que cette mesure était nécessaire en raison de la prétendue montée de l'antisémitisme parmi la population locale et que la police allemande et la Gestapo géreraient mieux la question si la population juive était séparée dans un certain quartier de la ville :
Pour mettre en œuvre cette mesure, les juifs des deux sexes et de tous âges, y compris les personnes nées de mariages entre juifs et non juifs, doivent être présents le mercredi 29 octobre 1941 à 8 heures du matin à la place Vladimirskaïa de Taganrog.

Tous les Juifs doivent avoir des papiers et remettre les clés des maisons et appartements actuellement occupés. Une étiquette en carton avec les noms complets et l'adresse complète doit être attachée aux clés par un fil ou un lacet. Nous recommandons fortement aux Juifs d'emporter avec eux tous leurs objets de valeur et leur argent liquide... (extrait)
Le 29 octobre 1941, tous les Juifs de Taganrog (environ 2 500 personnes) furent rassemblés sur la place Vladimirskaïa, immédiatement enregistrés dans le bâtiment de l'école no 27 en face de la place Vladimirskaïa et emmenés en camions jusqu'au ravin de Petrouchino, près de l'usine aéronautique de Beriev où ils furent abattus par des collaborateurs de la Schutzmannschaft sous le contrôle de l'Einsatzgruppe D d'Otto Ohlendorf. De tous les enfants juifs qui vivaient à Taganrog en 1941, seul un garçon de 14 ans, Vladimir Moïsseïevitch Kobrine parvient à échapper à une mort certaine, grâce à l'aide de diverses personnes de Taganrog et en particulier d'Anna Mikhaïlovna Pokrovskaïa, qui a reçu le titre de Juste parmi les Nations des mains du professeur Alisa Shenar, ambassadrice d'Israël en Russie, le 19 juillet 1996.
Le 21 août 1943, une semaine avant la libération de Taganrog par l'Armée rouge, 80 citoyens (ouvriers, femmes et jeunes) furent abattus au bord de la mer du golfe de Taganrog, sur la flèche de Petrouchino.
Les estimations du nombre total de morts dans le ravin de Petrouchino et dans la ville de Taganrog pendant l'occupation nazie varient. Selon les informations des Archives d'État, quelque 7 000 habitanta (dont 1 500 enfants de divers âges) ont été abattus dans le ravin de Petrouchino. Cependant, la plupart des sources modernes estiment ce nombre à au moins 10 000 et plus.[réf. nécessaire]

## Enquête
Après la libération de Taganrog, le 1er septembre 1943, le charnier des citoyens assassinés dans le ravin de Petrouchino fut publiquement examiné. Le secrétaire du comité du Parti communiste de la ville de Taganrog, Alexandre Zobov, a prononcé un discours devant les citoyens rassemblés. La commission médicale a autorisé l'exhumation de 31 cadavres de l'étage supérieur.
Après la guerre, Otto Ohlendorf fut poursuivi lors du procès des Einsatzgruppen et condamné à mort. Il fut exécuté en 1951.

## Souvenir
En août 1945, un modeste obélisque fut placé sur la fosse commune du ravin de la mort. Les travaux sur le projet d'un grand complexe commémoratif ont commencé en 1965. En mai-juillet 1967, le projet d'un complexe commémoratif conçu par des architectes de Rostov sur le Don a été exposé au public à la Maison de la culture de Taganrog. Bien que le projet ait été accueilli favorablement, il n’a pas été mis en œuvre. Le projet suivant a été proposé par l'architecte Vladimir Pavlovitch Gratchev, qui a été partiellement réalisé en 1973 pour le 40e anniversaire de la libération de Taganrog par l'Armée rouge. La stèle mesure 18 mètres de haut, la main de l'index à la fondation - 4 mètres. Le premier nom de la composition était "Victimes" (Жертвы), mais après plusieurs discussions, il fut changé en "Combattants" (Борцы).
Le 30 août 1997, un mémorial commémorant les hommes, femmes et enfants juifs de Taganrog tués par balle dans le ravin par les unités allemandes SS Einsatzgruppen en octobre 1941 a été inauguré à l'initiative de la communauté juive de Taganrog.
Chaque année, le jour de la libération de Taganrog, le 30 août, des délégations de fonctionnaires et d'ouvriers du gouvernement local de Taganrog, d'anciens combattants, de survivants de l'occupation nazie, d'élèves et de membres du clergé visitent le complexe où se déroulent des événements commémoratifs,.